# Peter Norton
Peter Norton nasceu nos Estados Unidos, Aberdeen, WA em 11 de Novembro de 1943.
Em 1982, ele fundou a Peter Norton Computing e Symantec, criador de softwares como o Norton Antivirus, Norton Utilities e o Norton Commander. Conhecido pelos programas de computador e livros que levam seu nome, muitas obras sobre programação.

Ele começou a escrever colunas mensais em 1982 para a revista PC e mais tarde revista Semana PC, assim, que ele escreveu até 1987. Ele logo tornou-se reconhecido como a principal autoridade em tecnologia do computador pessoal IBM.
Antes de se dedicar à informática, Peter passou 4 anos num monastério budista na Califórnia, além de servir ao Exército por 2 anos e viajar um ano inteiro pelos países da Europa.
Em 1990, vendeu a empresa à Symantec para se dedicar à família, e à filantropia, fundando, com sua esposa Eileen a Family Foundation (entidade de apoio e patrocínio de projetos de Educação e Artes). Posteriormente, a Symantec manteria o nome "Norton" nas suas linhas de produtos, incluindo o Norton Antivirus e o Norton Internet Security.

## Principais artigos
Los Angeles Times, 12-Dec-1995, DETAILS: 'Saint Peter'-- Gentle Software Genius is also a Benevolent Presence on the L.A. Art Scene, BYLINE: Nikki Finke (Times Staff Writer) 

New York Times, 11-Apr-1993, DETAILS: Sound Bytes; Cashed Out and Tuned In To Contemporary Art,BYLINE: Peter H. Lewis 

Los Angeles Times, 12-Dec-1995, DETAILS: Art Review; Eccentric 'Glimpse' at Norton Collection, BYLINE:William Wilson (Times art critic)

## Autor dos livros
Inside the IBM PC: Access to Advanced Features & Programming Techniques (1983)

The Peter Norton Programmer's Guide to the IBM PC (1985)

Visual Basic For Windows Versão 3.0, Tradução 3a.Edição Americana, Autor: Steven Olzner/The Peter Norton Computing Group, Editora Campus, ISBN 85-7001-854-1

Peter Norton's Assembly Language Book for the IBM PC by Peter Norton, John Socha 

Peter Norton's Intro to Computers 6/e by Peter Norton 

Inside the IBM PC by Peter Norton 

The Peter Norton Programmer's Guide to the IBM PC by Peter Norton 

Peter Norton's Guide to UNIX by Peter Norton, Harley Hahn 

Peter Norton's Introduction to Computers Fifth Edition, Computing Fundamentals, Student Edition by Peter Norton 

Peter Norton's Guide to Visual Basic 6 by Peter Norton, Michael R. Groh 

Peter Norton's DOS Guide Peter Norton's DOS Guide by Peter Norton 

Advanced Assembly Language, with Disk by Peter Norton 

Peter Norton's New Inside the PC by Peter Norton, Scott Clark 

Complete Guide to Networking by Peter Norton, David Kearns 

Peter Norton's Complete Guide to DOS 6.22 by Peter Norton 

Peter Nortons Guide to Windows Programming with MFC: With CDROM by Peter Norton 

PC Problem Solver by Peter Norton, Robert Jourdain 

Peter Norton's Windows 3.1 Pow by Peter Norton 

Peter Norton's Guide to Access 2000 Programming (Peter Norton (Sams)) by Peter Norton, Virginia Andersen 

Episcopal Elections 250-600: Hierarchy and Popular Will in Late Antiquity by Peter Norton 

Peter Norton's Complete Guide to Windows XP by Peter Norton, John Paul Mueller 

Peter Norton's Upgrading And Repairing P Cs by Peter Norton, Michael Desmond 

Peter Norton's Introduction to Computers: Essential Concepts by Peter Norton 

Peter Norton's Maximizing Windows Nt Server 4 by Peter Norton 

Peter Norton's Advanced DOS 6 by Peter Norton, Ruth Ashley, Judi N. Fernandez 

Peter Norton's Network Security Fundamentals by Peter Norton, Mike Stockman 

Peter Norton's Guide to Qanda 4 by Peter Norton, Dave Meyers 

The Peter Norton's Introduction to Computers Windows NT 4.0 Tutorial with 3.5 IBM Disk by Peter Norton 

Essential Concepts by Peter Norton 

Peter Norton's Macintosh by Peter Norton 

Word 2002: A Tutorial to Accompany Peter Norton's Introduction to Computers Student Edition with CD-ROM by Peter Norton 

Peter Norton's Introduction to Computers MS-Works 4.0 for Windows 95 Tutorial with 3.5 IBM Disk by Peter Norton, Kim Bobzien 

Peter Nortons Guide to Visual C++ [With CD (Audio)] by Peter Norton
Complete Guide to TCP/IP by Peter Norton, Doug Eckhart (Joint Author)
Peter Norton's Complete Guide to Linux by Peter Norton, Arthur Griffith (1999)
(autor de vários outros livros que não estão relacionados aqui)